# Morchellaceae
Morchellaceae är en familj av svampar. Morchellaceae ingår i ordningen skålsvampar, klassen Pezizomycetes, divisionen sporsäcksvampar och riket svampar.

## Källor

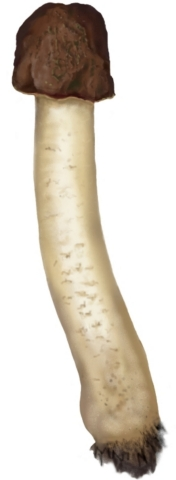
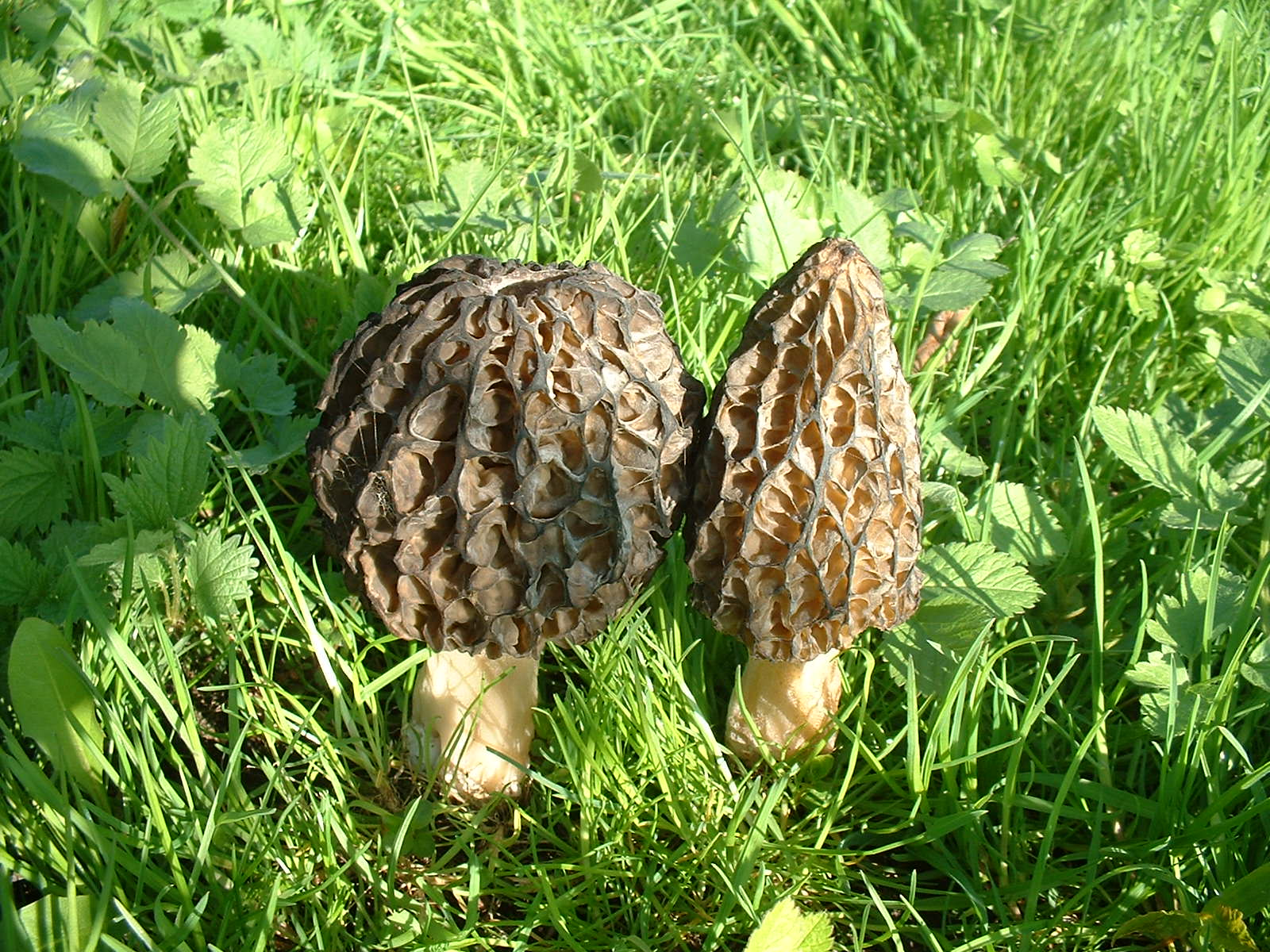